# نظر محمد
نظر محمد (1935–1998) كان عقيدًا عامًا في القوات المسلحة الأفغانية، والقائد العام القوات الجوية الأفغانية، ووزير الدفاع السابق وكذلك رئيس الأركان العامة قبل عام 1988، حيث تم استبداله بشهنواز تني. ولد في عام 1935 في مقاطعة شيندند، هراة في مملكة أفغانستان وتوفي في عام 1998، كويته، باكستان. كان السفير السابق إلى ألمانيا الغربية.